# Hazel Ying Lee
Hazel Ying Lee en chino, 李月英; pinyin, Lǐ Yuèyīng (24 de agosto de 1912-25 de noviembre de 1944) fue una piloto estadounidense que voló para Mujeres Pilotos del Servicio de la Fuerza Aérea (WASP) durante la Segunda Guerra Mundial. En octubre de 1932, Lee se convirtió en una de las primeras mujeres chino-estadounidenses en obtener una licencia de piloto.

## Biografía
Lee nació en Portland, Oregón. Sus padres eran estadounidenses de origen chino de primera generación que habían inmigrado a Portland desde Taishan, Guangdong. La familia era propietaria de un restaurante chino en Old Town Chinatown. A pesar del prejuicio antichino generalizado de su tiempo, Lee llevó una vida plena y activa. Participó en deportes como la natación y el balonmano, le encantaba jugar a las cartas y, en su adolescencia, aprendió a conducir. Después de graduarse de Commerce High School en 1929, Lee encontró un trabajo como ascensorista en los grandes almacenes Liebes en el centro de Portland. Era uno de los pocos trabajos que una mujer chino-estadounidense podía desempeñar durante este tiempo. En 1932, Lee viajó en avión con un amigo en un espectáculo aéreo y estaba decidida a aprender a volar. Se unió al Chinese Flying Club de Portland y tomó lecciones de vuelo con el famoso aviador Al Greenwood. A pesar de la oposición de su madre, que no vio ninguna oportunidad en el esfuerzo, Lee sabía que "tenía que volar". Al hablar sobre el amor de Lee a volar, su hermana Frances recordó que "Era la idea de hacer algo que amaba. Disfrutaba del peligro y de hacer algo nuevo para las chicas chinas". La autora Judy Yung escribió sobre Lee y las otras mujeres piloto chino-estadounidenses de esa época que "Aunque pocas en número, estas primeras aviadoras chino-estadounidenses, en su intento de participar en un deporte atrevido, rompieron el estereotipo de la mujer china pasiva y demostraron la capacidad de las mujeres estadounidenses de origen chino para competir en un campo dominado por los hombres ".

## Trayectoria profesional
En 1933 antes de la Segunda Guerra Mundial, en respuesta a la invasión japonesa de Manchuria Lee y varios otros estadounidenses de origen chino viajaron  con el objetivo de ayudar a la Fuerza Aérea China. A pesar de la gran necesidad de pilotos en ese momento la Fuerza Aérea de la República de China no aceptaba a una mujer piloto. Lee se vio obligada a aceptar un trabajo de oficina, y solo volaba ocasionalmente para una empresa comercial china. Frustrada se instaló en Cantón y pasó los siguientes años volando para una aerolínea privada. En ese momento, Lee era una de las pocas mujeres piloto en China.
En 1937, las fuerzas japonesas invadieron China y Lee permaneció en el país a pesar de la guerra y estaba en Cantón cuando cientos de civiles murieron en ataques aéreos japoneses. Mientras caían bombas a su alrededor, los amigos recuerdan el esfuerzo tranquilo de Lee por encontrar refugio para amigos, vecinos y familiares, lo que les permitió a todos sobrevivir a los ataques con bombas. En 1938, volvieron a denegar su  participación en las fuerzas aéreas como piloto y decidió regresar a los Estados Unidos después de escapar del país a Hong Kong.
En la ciudad de Nueva York, Lee consiguió trabajo como compradora de materiales de guerra para la China sitiada.

### Carrera en lasWomen Airforce Service Pilots

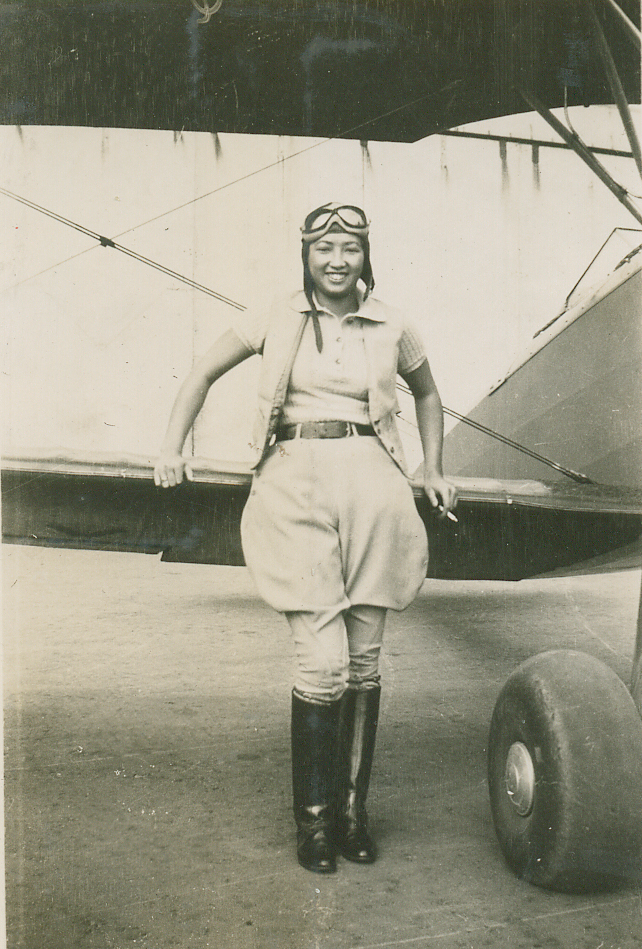
Hazel Ying Lee, 1932

Después del ataque japonés a Pearl Harbor, Estados Unidos se vio envuelto en la Segunda Guerra Mundial. A medida que la guerra se cobró el tiempo y la vida de los pilotos estadounidenses, quedó claro que no había suficientes pilotos masculinos para sostener el esfuerzo bélico en casa. Con el apoyo del Comandante de la Fuerza Aérea del Ejército de los Estados Unidos, Henry "Hap" Arnold, las Mujeres Pilotos del Servicio de la Fuerza Aérea o "WASP", se creó en 1943, bajo el mando de la famosa aviadora Jacqueline Cochran.
Pilotos con experiencia como Lee estaban ansiosos por unirse al WASP y respondieron a las solicitudes de entrevistas de Cochran. Los miembros de WASP se presentaron en Avenger Field, en Sweetwater, Texas, para un arduo programa de capacitación de seis meses. Lee fue aceptada en la cuarta clase, 43 W 4.
Fue la primera mujer chino-estadounidense en volar para el ejército de los Estados Unidos. Durante el entrenamiento de Lee se cayó del avión en el que viajaba cuando el instructor hizo un bucle inesperado. Su cinturón de seguridad no estaba abrochado correctamente, en ese momento, y se salvó usando su paracaídas. Lee aterrizó en un campo y caminó de regreso a la base arrastrando el paracaídas detrás de ella.
Aunque volaban bajo mando militar, las mujeres piloto del WASP se clasificaron como civiles y se les pagó a través del servicio civil. No se ofrecieron beneficios militares y cuando los pilotos de WASP murieron en el cumplimiento del deber, no se permitieron funerales militares. A los WASP a menudo se les asignaban las misiones menos deseables, como viajes de invierno en aviones de cabina abierta. Inicialmente, los oficiales al mando se mostraron reacios a darles a las mujeres entregas voladoras. Fue necesaria una orden del jefe del Comando de Transporte Aéreo para mejorar la situación.
Después de graduarse, Lee fue asignado al tercer grupo de transbordadores en Romulus, Míchigan. Su asignación fue fundamental para el esfuerzo de guerra. Entregaron aviones, que se estaban fabricando en grandes cantidades en fábricas de automóviles reconvertidas, a puntos de embarque, donde luego serían enviados a los frentes de la guerra europea y del Pacífico. En una carta a su hermana, Lee describió a Romulus como "una semana laboral de 7 días, con poco tiempo libre".
Lee emergió rápidamente como líder entre los WASP. Un compañero piloto resumió la actitud de Lee en sus propias palabras: "Tomaré y entregaré cualquier cosa". Lee fue descrita por sus compañeros pilotos como "tranquila y valiente" incluso durante los aterrizajes forzosos. Un aterrizaje de emergencia tuvo lugar en un campo de trigo en Kansas. Un granjero, armado con una horquilla, persiguió a Lee alrededor de su avión mientras gritaba a sus vecinos que los japoneses habían invadido Kansas. Eludiendo su ataque, Lee le dijo al granjero quién era ella y le exigió que se detuviera. Era una de las favoritas de sus compañeros pilotos, conocida por su sentido del humor y su travesura. Lee solía usar su lápiz labial para inscribir caracteres chinos en la cola de su avión y en los aviones de sus compañeros pilotos. Su compañera piloto de WASP recordó como Hazel la brindó la oportunidad de aprender sobre una cultura diferente en un momento en el que no sabía nada más expandiendo su mundo y su perspectiva de la vida.

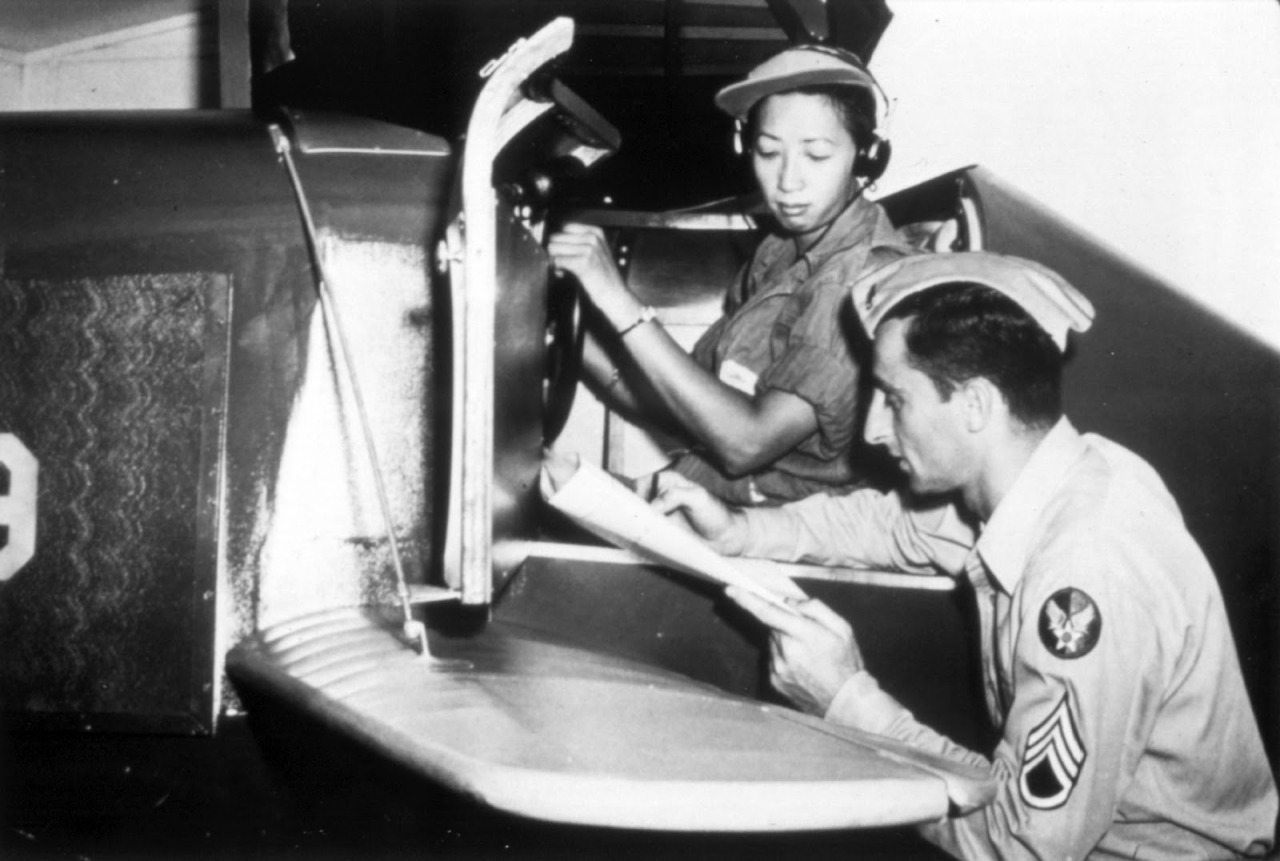
Hazel Ying Lee repasa su actuación tras una sesión en un entrenador Link

En septiembre de 1944, Lee fue enviada a Pursuit School en Brownsville, Texas, para un entrenamiento intensivo. Formó parte del Vuelo B de la Clase 44-18 y pasó a estar entre las 134 mujeres piloto que volaron "Pursuit", es decir, cazas más rápidos y de gran potencia como el P-63 Kingcobra, P-51 Mustang y P-39 Airacobra. El avión favorito de Lee era el Mustang. Lee y estas otras fueron las primeras mujeres en pilotar aviones de combate para el ejército de los Estados Unidos. El 10 de noviembre de 1944, Lee recibió órdenes de ir a la fábrica de Bell Aircraft en Niagara Falls, Nueva York, donde debía volar un avión P-63 Kingcobra a Great Falls, Montana. Durante la guerra, Lee y los otros pilotos de Pursuit entregaron más de 5.000 cazas a Great Falls, que era un vínculo para suministrar aviones a los aliados soviéticos que luchaban contra las fuerzas nazis en el marco del programa Lend-Lease. Desde allí, los pilotos hombres llevaron los cazas a Alaska, donde los pilotos soviéticos esperaban para llevar los aviones a sus bases de operaciones.
El mal tiempo retrasó la misión en Fargo, Dakota del Norte y en la mañana del 23 de noviembre, el tiempo se despejó, lo que permitió a Lee dejar Fargo. Poco después de las 2 p. m., Lee recibió autorización para aterrizar en Great Falls con una gran cantidad de P-63 acercándose al aeropuerto al mismo tiempo. Hubo confusión por parte de la torre de control, lo que provocó que el avión de Lee y otro P-63 chocaran. El avión quedó envuelto en llamas y Lee fue sacada de los restos en llamas de su avión con su chaqueta de vuelo aún ardiendo. Dos días después, el 25 de noviembre de 1944, Lee murió a causa de las graves quemaduras que recibió en el accidente.
Solo tres días después de enterarse de su muerte, la familia Lee en Portland recibió otro telegrama informándoles que el hermano de Hazel, Víctor, que estaba sirviendo en el Cuerpo de Tanques de los Estados Unidos, había muerto en combate en Francia. Mientras se preparaban para enterrar a Hazel y Victor, la familia eligió un lugar de entierro en un cementerio de Portland. El cementerio se negó a permitir que la familia enterrara a Hazel y Víctor en el lugar elegido, citando la política del cementerio que no permitía que los asiáticos fueran enterrados "en la sección blanca". Después de una larga batalla, la familia Lee se impuso. Hazel Lee fue enterrada en un funeral no militar y enterrada junto a su hermano en una colina inclinada en el cementerio River View, con vistas al río Willamette.

### Legado
Durante más de tres décadas después de la guerra, los miembros de la WASP y sus partidarios intentaron asegurar el estatus militar de las mujeres piloto. En marzo de 1977, tras la aprobación por el Congreso de los Estados Unidos de la Ley Pública 95-202, finalmente se reconocieron los esfuerzos de los pilotos del Servicio de la Fuerza Aérea Femenina y finalmente se otorgó el estatus militar. Treinta y ocho pilotos de WASP murieron mientras estaban en servicio durante los años de la Segunda Guerra Mundial, y Lee fue el último en morir durante el programa. En 2010, ella y todos los demás pilotos de WASP, vivos, fallecidos o muertos durante la guerra, recibieron la Medalla de Oro del Congreso.
En 2004, Hazel Ying Lee fue incorporada al Salón de Honor de la Aviación de Oregón, una fraternidad de nativos de Oregón que hicieron contribuciones históricas a la aviación.
Desde entonces, Lee ha sido recordada por su legado de lucha por la igualdad y la inclusión, su valentía y su historial de servicio. En 2010, PBS emitió un documental sobre Lee titulado A Brief Flight: Hazel Ying Lee y The Women Who Flew Pursuit.